# Phú Thăng
Phú Thăng (sinh ngày 4 tháng 12 năm 1958) là một diễn viên người Việt Nam. Ông được Nhà nước Việt Nam phong danh hiệu Nghệ sĩ ưu tú (NSƯT) năm 2019.

## Tiểu sử
Phú Thăng sinh ngày 4 tháng 12 năm 1958 tại Hà Nội trong một gia đình có truyền thống nghệ thuật, cha là nhà viết kịch nổi tiếng một thời - Đoàn Phú Tứ, lại là cậu ấm trong gia đình có 5 anh em.

## Tác phẩm

### Phim
| Năm  | Tựa phim                          | Vai diễn                 | Đạo diễn                             | Kênh            | Nguồn |
| ---- | --------------------------------- | ------------------------ | ------------------------------------ | --------------- | ----- |
| 1996 | Bỏ trốn                           | Bác sĩ                   | Phạm Nhuệ Giang                      | (phim điện ảnh) |       |
| 1996 | Khi người ta yêu                  | Trung                    | Vũ Minh Trí                          | VTV1            |       |
| 1996 | Giấc mơ hoa                       | Nguyễn Thân              | Nguyễn Anh Thái                      | H1              |       |
| 1996 | Ảo ảnh trắng                      |                          | Nguyễn Khải Hưng - Đặng Lưu Việt Bảo | VTV1            |       |
| 1996 | Sống mãi với thủ đô               | Bao                      | Lê Đức Tiến - Nguyễn Thế Vĩnh        | H1              |       |
| 1996 | Đêm trắng                         | Bố Trang                 | Bạch Diệp                            | VTV3            |       |
| 1997 | Nụ tầm xuân                       | Thực                     | Bạch Diệp                            | VTV3            |       |
| 1997 | Điều không nhận thấy              | Hách                     | Vũ Minh Trí                          | VTV3            |       |
| 1998 | Gà ô tử mỵ                        |                          |                                      | VTV3            |       |
| 1998 | Hồn của đất                       | Nhâm                     | Nguyễn Anh Tuấn                      | VTV3            |       |
| 1998 | Người giúp việc                   |                          | Đỗ Chí Hướng                         | VTV1            |       |
| 1998 | Đội đặc nhiệm nhà C21             | Bố Quang "sọt"           | Vũ Hồng Sơn                          | VTV3            |       |
| 1999 | Vui buồn sau luỹ tre              | Sanh                     | Bạch Diệp                            | VTV1            |       |
| 1999 | Khoảng cách                       | Đăng                     | Bạch Diệp                            | VTV3            |       |
| 1999 | Câu chuyện mùa xuân               | Chồng của Mai            | Đỗ Thanh Hải                         | VTV1            |       |
| 1999 | Cha và con                        |                          | Trần Hoài Sơn                        | VTV3            |       |
| 1999 | Ông bầu ca nhạc                   |                          | Nguyễn Anh Tuấn                      | VTV3            |       |
| 2000 | Nhật ký Y Von                     |                          | Bùi Tiến Quý                         | VTV3            |       |
| 2000 | Làm mẹ                            | Đăng                     | Trần Quốc Trọng                      | VTV1            |       |
| 2000 | Chú dế nhỏ tội nghiệp             | Bố Long                  | Hoàng Trần Doãn                      | VTV3            |       |
| 2000 | Chuyện học đường                  | Thầy Doanh               | Nguyễn Anh Tuấn                      | VTV3            |       |
| 2001 | Vết trượt                         | Toàn                     | Vũ Minh Trí                          | VTV3            |       |
| 2001 | Bến quê                           | Sơn                      | Phương Dung                          | H1              |       |
| 2001 | Hoa tỷ muội                       | Toàn                     | Xuân Sơn                             | VTV3            |       |
| 2002 | Những ngọn nến trong đêm          | Tiến                     | Đỗ Đức Thành - Vũ Hồng Sơn           | VTV3            |       |
| 2002 | Gửi đến mai sau                   | Chánh Án                 | Hà Lê Sơn                            | VTV3            |       |
| 2002 | Báo động                          |                          | Văn Anh Đáng                         | VTV3            |       |
| 2003 | Người làng                        | Thoan                    | Hoàng Thanh Du                       | H1              |       |
| 2003 | Những tầng cao nghiệt ngã         | Lê Quân                  | Nguyễn Anh Tuấn                      | VTV3            |       |
| 2003 | Một chuyện đời thường             | Đạt                      | Nguyễn Thế Hồng                      | VTV3            |       |
| 2004 | Những giấc mơ dài                 | Nghiêm                   | Đỗ Đức Thành                         | VTV3            |       |
| 2004 | Thế giới không đàn bà             | Bàng                     | Vũ Minh Trí                          | VTV3            |       |
| 2005 | Bản lĩnh người đẹp                | Luật sư Hoàn             | Nguyễn Anh Tuấn                      | VTV3            |       |
| 2005 | Một lần đi bụi                    |                          | Trần Quốc Trọng                      | VTV3            |       |
| 2005 | Chuyện phố phường                 | Vinh                     | Nguyễn Danh Dũng - Phạm Thanh Phong  | VTV1            |       |
| 2005 | Trò đùa của số phận               | Kiên                     | Bùi Huy Thuần                        | VTV1            |       |
| 2006 | Chuyện ở tỉnh lẻ                  | Tấn                      | Đỗ Chí Hướng - Hoàng Lâm             | VTV1            |       |
| 2007 | Cỏ lông chông                     | Thành                    | Bùi Huy Thuần                        | VTV1            |       |
| 2007 | Bản lĩnh                          | Luật sư Hoàn             | Nguyễn Anh Tuấn                      | VTV3            |       |
| 2007 | Hoa ngải cứu                      | Biên                     | Phạm Hoàng Hà                        | VTV3            |       |
| 2008 | XU50                              | Bố Châu                  | Bùi Quốc Việt                        | VTV3            |       |
| 2009 | Tìm lại chính mình                |                          | Trần Lực                             | VTV1            |       |
| 2010 | Cuồng phong                       | Ông Ngô                  | Bùi Huy Thuần                        | VTV1            |       |
| 2010 | Vệt nắng cuối trời                | Thùy                     | Trần Hoài Sơn                        | VTV3            |       |
| 2010 | Nếp nhà                           | Bằng                     | Vũ Trường Khoa                       | VTV1            |       |
| 2010 | Dịch vụ gỡ rối từ A đến Z         |                          | Trần Chí Thành - Nguyễn Anh Tuấn     | VTV3            |       |
| 2011 | Ngôi biệt thự màu tro lạnh        | Tiến                     | Bùi Huy Thuần - Bùi Quốc Việt        | VTV1            |       |
| 2011 | Chỉ là ảo vọng                    | Tào                      | Hoàng Hà Xa - Trần Thuận Bằng        | VTC             |       |
| 2011 | Chủ tịch tỉnh                     | Cường                    | Bùi Huy Thuần - Bùi Quốc Việt        | VTV1            |       |
| 2012 | Đàn trời                          | Đàm Doòng                | Bùi Huy Thuần                        | VTV1            |       |
| 2012 | Ba đám cưới một đời chồng         | Bố Trung                 | Nguyễn Khải Anh                      | VTV3            |       |
| 2014 | Heo may về qua phố                | Bố Lâm                   | Nguyễn Danh Dũng                     | VTV3            |       |
| 2016 | Những ngọc nến trong đêm (phần 2) | Tiến                     | Nguyễn Khải Anh                      | VTV3            |       |
| 2016 | Lựa chọn cuối cùng                | Phan Văn                 | Vũ Hồng Sơn                          | VTV1            |       |
| 2016 | Hợp đồng hôn nhân                 | Bố Quỳnh                 | Nguyễn Khải Hưng                     | VTV1            |       |
| 2017 | Người phán xử                     | Bá Thế (bố Bá Anh)       | Nguyễn Khải Anh                      | VTV1            |       |
| 2017 | Giao mùa                          | Ông Túc                  | Trần Hoài Sơn                        | VTV1            |       |
| 2019 | Người giữ lửa                     |                          | Bùi Huy Thuần                        | VTV8            |       |
| 2020 | Tình yêu và tham vọng             | Ông Thái                 | Bùi Tiến Huy                         | VTV3            |       |
| 2020 | Lựa chọn số phận                  | Thẩm phán Phạm Hữu Nghĩa | Mai Hồng Phong - Bùi Quốc Việt       | VTV1            |       |
| 2020 | Trở về giữa yêu thương            | Ông Công                 | Trịnh Lê Phong                       | VTV1            |       |
| 2021 | Mùa hoa tìm lại                   | Ông Cơ                   | Vũ Minh Trí                          | VTV3            | [ 4 ] |
| 2021 | 11 tháng 5 ngày                   | Bố Thuận                 | Nguyễn Đức Hiếu - Lê Đỗ Ngọc Linh    | VTV3            | [ 4 ] |
| 2021 | Thương ngày nắng về               | Ông Khải                 | Bùi Tiến Huy - Vũ Trường Khoa        | VTV3            |       |
| 2022 | Hành trình công lý                | Trần Điền                | Nguyễn Mai Hiền                      | VTV3            |       |
| 2023 | Dưới bóng cây hạnh phúc           | Bố Son                   | NSƯT Vũ Trường Khoa                  | VTV1            |       |
| 2023 | Biệt dược đen                     | Bố Đạt                   | Phạm Gia Phương - Trần Trọng Khôi    | VTV3            |       |
| 2024 | Chúng ta của 8 năm sau            | Ông Sơn (Bố Như Ý)       | Bùi Tiến Huy                         | VTV3            |       |
| 2024 | Hoa sữa về trong gió              | Ông Tân                  | Bùi Tiến Huy                         | VTV1            |       |

## Vinh danh
- Nghệ sĩ ưu tú (2019)